# Peter Bach
Peter Bach (født 14. april 1966 på Frederiksberg) er en tidligere dansk/australsk håndboldspiller som spillede på Australiens OL-landshold ved OL 2000 i Sydney. Han har spillet for Roar Roskilde inden han i flyttede til Australien.